# 薦田康久
薦田 康久（こもだ やすひさ、1953年（昭和28年）2月12日 - ）は、日本の通産・経産官僚。元電気安全環境研究所理事長。元原子力安全・保安院長。東京大学工学部電気科卒業。

## 経歴
- 麻布高校卒業
- 1975年
  - 東京大学工学部電気学科卒業
  - 通商産業省入省。（資源エネルギー庁公益事業部技術課）
- 1977年4月 資源エネルギー庁公益事業部原子力発電課
- 1980年11月 大臣官房秘書課付（原子力留学）
- 1981年11月 資源エネルギー庁公益事業部開発課電源地域整備室
- 1984年6月 資源エネルギー庁公益事業部原子力発電安全管理課課長補佐
- 1985年8月 資源エネルギー庁公益事業部技術課課長補佐
- 1987年3月 資源エネルギー庁長官官房総務課（技術審査委員）
- 1988年4月 大臣官房総務課(技術審査委員)(併)企画室
- 1989年 工業技術院総務部次世代産業技術開発官
- 1992年 資源エネルギー庁公益事業部ガス保安課長
- 1994年 エネルギー総合工学研究所副主席研究員海外電力調査会ワシントン事務所
- 1996年 資源エネルギー庁公益事業部技術課長
- 1997年 資源エネルギー庁公益事業部電力技術課長
- 1999年 工業技術院総務部研究業務課長
- 2001年
  - 産業技術総合研究所研究業務室長兼独立行政法人設立準備本部長
  - 産業技術総合研究所経営部長
  - 産業技術総合研究所企画本部副本部長兼業務推進本部副本部長
- 2002年 原子力安全・保安院審議官（核燃料サイクル担当）
- 2004年 大臣官房地域経済産業審議官
- 2005年 原子力安全・保安院審議官（原子力安全・核燃料サイクル担当）
- 2007年
  - 原子力安全・保安院長
  - 9月11日 いわゆる「PSE問題」で混乱を招いたことを理由に、当時法律策定に関わった薦田が厳重注意処分を受けた。
- 2009年 電力中央研究所特任顧問
- 2010年 テレメータリング推進協議会理事長
- 2012年 電気安全環境研究所理事長